# Delias dumasi
Delias dumasi is een vlindersoort uit de familie van de Pieridae (witjes), onderfamilie Pierinae.
Delias dumasi werd in 1925 beschreven door Rothschild.